# 제네시스PE
제네시스PE(영어: Genesis Private Equity)는 대한민국의 사모펀드 운용사로, 환경 및 에너지 분야에 주력한다.

## 역사
2022년 7월에 설립되었다.

## 투자
- GS건설의 자회사 자이에너지운영과 GS엘리베이터의 경영권 지분을 인수[2][3]
- KJ환경 및 복수의 관계사 경영권지분을 1조원에 EQT에 매각하였다[4]